# Abraxas raynori
Abraxas raynori är en fjärilsart som beskrevs av Porritt 1920. Abraxas raynori ingår i släktet Abraxas och familjen mätare. Inga underarter finns listade i Catalogue of Life.